# سنجاب ثعلبي مكسيكي
السنجاب الثعلبي المكسيكي (بالإنجليزية: Mexican fox squirrel)‏ أو سنجاب ناياريت هو نوع من السنجاب التي تستوطن سييرا مادري الغربية جنوب المكسيك وصول لخاليسكو.